# 한경직
한경직(韓景職, 1902년 12월 29일 ~ 2000년 4월 19일)은 해방 이후 대한민국에서 대한예수교장로회 총회장, 한국기독공보사 사장, 한국기독교교회협의회 회장 등을 역임한 한국의 장로교 목회자이자 교육자이다. 영락교회의 창립자이자, 생전의 청빈하고 겸손한 모습으로 한국에서 가장 존경받는 목회자로 알려졌다.
신의주 제2교회와 영락교회를 설립하고 기독교 복지사업과 교육 발전에 기여하였다. 평안남도 평원군에서 태어나 어린 시절 기독교 신앙을 접하며 성장하였고, 정주 오산학교와 평양 숭실전문학교를 거쳐 미국 엠포리아 대학교와 프린스턴 신학교에서 신학을 공부하였다. 이후 귀국하여 목회 활동을 시작했으며, 일제강점기와 한국전쟁을 거치면서 피난민과 사회적 약자를 위한 봉사에 헌신하였다. 영락교회를 중심으로 교육 및 복지사업을 확장하고, 보수 기독교계의 대표적인 지도자로 활동하였다. 단, 군사독재를 옹호하고 서북청년단의 창립에 가담했다는 점은 비판되고 있다.
또한, 한국교회 진흥과 군복음화, 사회봉사에 기여하며 다양한 기관을 설립하고 운영하였다. 은퇴 후에도 기독교 지도자로서 활동을 이어갔으며, 1992년 템플턴상을 수상하는 등 국제적으로도 인정받았다. 2000년 4월 19일 98세를 일기로 사망하였으며, 그의 생애와 신앙적 유산은 오늘날까지 영향을 미치고 있다.

## 생애

### 생애 초기
한경직은 평안남도 평원군 공덕면 간리 마을에서 한도풍(韓道豊)과 청주 이씨 가문의 여인 사이에서 장남으로 출생하였다. 본관은 청주(淸州)이고 호는 추양(秋陽)이다. 1914년에 김병삼의 딸이었던 3살 연상의 김찬빈과 결혼하여 1918년에 딸 한순희, 1938년에 아들 한혜원을 낳았다.
어린 시절 기독교에 입문하여 선교사가 세운 진광소학교에서 공부했으며, 기독교 계열 학교인 정주의 오산학교에 진학하여 제10회로 졸업하고, 1919년 평양 영성소학교 교사로 재직하다가 1922년 평양 숭실전문학교의 이과에 입학하였다. 숭실전문학교를 졸업한 한경직은 1926년 미국으로 유학하였다. 캔자스주의 장로교 계열 학교인 엠포리아 대학교를 거쳐, 1929년 프린스턴신학교를 졸업하였다.

### 목회 초기
1919년 평양 영성소학교 교사로 재직하다 1929년 프린스턴신학교 졸업이후 예일대학교 대학원 등록을 앞두고 폐결핵으로 뉴멕시코 알버커크 요양원과 덴버에서 2년 6개월 동안 투병생활을 하다가 목회자를 하기로 결심하고 1932년에 귀국하여 평양 숭인상업학교 교목 겸 교사, 평양 숭실전문학교에서 강사로 활동하고, 1933년 신의주에서 신의주 제2교회 전도사로 부임하고, 중국 안동 제1교회에서 개최한 '평안북도 의산노회'에서 목사 안수를 받았다.

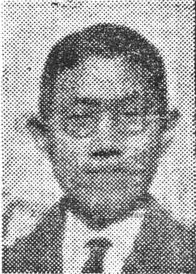
1935년의 모습

1935년 신의주 매지동 6번지에 건평 360평의 2층 교회당을 건축했으나 1942년 일본제국 당국으로부터 유학생 출신이라는 이유로  목회지에서 추방되어 1939년 5월 설립한 보린원 원장으로 고아와 무의탁 노인 부양 사역에 전념하였다.  태평양 전쟁으로 기독교가 탄압받으면서 교회 문을 닫아야 했다. 태평양 전쟁이 종전된 뒤에는 1945년 해방을 맞이하면서 한병직, 윤하영 목사와 함께 신의주자치회와 기독교사회민주당을 조직하였으나 신의주 지역에 소련군정의 실시와 함께 기독교에 대한 탄압이 시작되면서 삼팔선 이남 지역으로 월남하였다.

### 영락교회를 세우다
월남하여 1945년 12월 2일에 미군정으로부터 일본이 남긴 종교 적산이었던 서울시 영락동 소재 천리교 경성교구본부(경성 분소) 터를 불하받아 북한에서 월남한 피난민 중심의 교회인 베다니전도교회를 설립하였다. 27명으로 시작한 베다니전도교회는 창립 1년 만에 1500명으로 성장하여 1946년 11월 베다니전도교회를 영락교회로 개명하고, 1947년 한국에서 최초로 2부제 예배를 실시하고, 1949년에는 교인이 6000명으로 늘었다. 일본 가마쿠라 고아원을 인수하여 영락보린원을 창설하고, 대광중학교·대광고등학교를 설립하였다.
1949년 영락교회 석조 예배당을 신축하고, 1950년 보성여자중고등학교를 재건하고, 기독교아동복지회(CCF) 이사장을 지냈다.
이후 대한민국 장로교계의 대표적인 지도자로 활발한 활동을 하였다. 월남민 출신의 반공주의 목사로도 알려졌다. 이 시기에 서북청년회 조직의 창립에 적극 관여하였다.
미군정 시기에 여순 반란이 있었던 1949년 말에 십자군 전도대를 만들어 전국 순회 전도집회를 개최하였으며 한국 전쟁중인 1950년, 대전에서 기독교구국회를 출범하여 회장으로 추대되었다.
1953년 영락고등공민학교를 설립하고, 고아를 수출하는 사업으로 수익을 창출하는 홀트양자회(현 홀트아동복지회) 이사장에 추대되고, 기독교 계열의 저개발국 아동 후원단체인 세계선명회(현 월드비전) 이사장에 추대되었다.
1954년 영락모자원을 설립하고, 자신의 모교이자 1938년 평양에 소재하면서 일제강점기 신사참배를 거부하며 자진 폐교했던 숭실대학교를 서울시에서 재건하는데 주도적으로 참여하였으며  1954년부터 1958년까지 제6대 숭실대학 학장을 지냈다. 1958년 학교법인 영락학원 설립하여 초대 이사장을 지내고, 1962년 서울여자대학 2대 이사장을 역임하고, 1967년에 숭실대학교 이사장에 올랐다.

### 중년
1955년 대한예수교장로회 제40회 총회에서 총회장에 선출되었다. 1955년에 대한예수교장로회는 세계교회협의회(WCC) 가입 문제를 놓고 대한예수교장로회(합동)의 전신인 승동교회 총회와 대한예수교장로회(통합)의 전신인 연동교회 총회로 분열될 때, 한경직이 연동교회 총회를 이끌었다.
1961년 5월 16일 2군사령관 박정희를 중심으로 한 군사정변이 발생하자 민간사절단이라는 특사로 김활란 등 개신교계 인사들과 함께 미국을 방문하여 쿠데타 당위성을 설명했으며 이후 반공연맹 임원 등을 맡아 예배와 각종 집회를 통해 군사정권을 옹호하였다.
1969년 영락여자신학교 설립하고, 1970년 대한민국 국민훈장 무궁화장을 수훈하고, 1971년 장로회신학대학 4대 이사장을 추대되었다.

### 은퇴 후
1973년 영락교회 원로목사로 추대되고, 한국교회진흥원 설립하여 원장을 하고, 군복음화운동후원회 회장에 추대되었다. 그리고 아세아연합신학원 이사장을 역임하였다.
1974년 예장통합 서울노회 공로목사에 추대되고, 1976년 고당 조만식 선생 기념사업회 회장을 역임하고, 한국외항선교회 명예회장을 역임하였다.
1975년 4월 9일 인혁당 재건위 사건 피고인들이 사형선고 20시간 만에 사형에 처하는 등 인권 문제가 거론되자 각 교단들이 기독교범교단지도자협의회를 결성하면서 회장으로 선출되었던 한경직은 "최근 인도차이나 사태에 따른 공산주의의 위협을 중시해 이에 대해 최대의 관심을 기울인다"는 성명을 발표하고 6월 22일 개신교 보수세력이 중심이 돼 서울 여의도광장에서 40만 명이 모인 '나라를 위한 기독교 연합 기도회'에서 한경직은 "북한 공산주의자들은 지금 남침야욕에 혈안이 돼 있다"고 지적하면서 "나라 없이는 신앙도 자유도 재산도 모두 잃게 되므로 자유 민주국가를 지키기 위해서는 온 국민이 깨어나 함께 기도하자"는 내용으로 대회사를 했다.
1977년 숭실대학교 명예철학박사 학위를 받았다.
1983년 한국기독교 100주년 기념사업 협의회 총재에 추대되고, 1984년 (재)남강문화재단 이사장 및 고려청자헌납위원회 고문에 위촉되었다.
1985년 프린스턴 신학교에서 '모교를 빛낸 영예의 동문상'을 수상하고, 1988년 군복음화운동후원회 회장에 추대되었다. 1989년 한국기독교총연합회(CCK) 준비위원회 대표회장을 역임하고, 세계선명회(현 월드비전) 명예이사장을 역임하였다.
1987년 10월 3일 서울 여의도광장에서 '나라와 민족을 위한 기도 대성회' 등을 열고 여의도순복음교회 조용기 목사, 극동방송 사장인 김장환 목사 등과 함께  "북한의 테러위협과 학생시위, 노동쟁의로 분열과 대립"의 시기로 규정하는 등 평신도들을 동원해 대규모 기도회를 열고 공산집단의 붉은 마수의 흉계를 경계하고, 정치인 근로자 학생 모두의 자성을 촉구하는 등 4개항의 결의문을 채택하는 등 군사정권을 옹호하는 입장에 있었던 한경직은 1987년 민주화 항쟁이 성공을 거두고 군사정권 이후 민주주의와 인권 가치를 앞세워 교계의 주도권을 차지했던 한국교회협의회 등 진보성향에 밀리자 보수적인 교인을 결집할 목적으로 한기총을 설립하는데 앞장섰으나 전두환 정부 당시 청와대 종교대책반과 안기부에서 조직적으로 지원한 의혹이 제기되었다.

1990년 사랑의쌀나누기운동 명예회장을 역임하고, 한국기독교총연합회 명예회장을 거쳐 고당 조만식 선생 기념사업회 명예회장을 역임하였다.

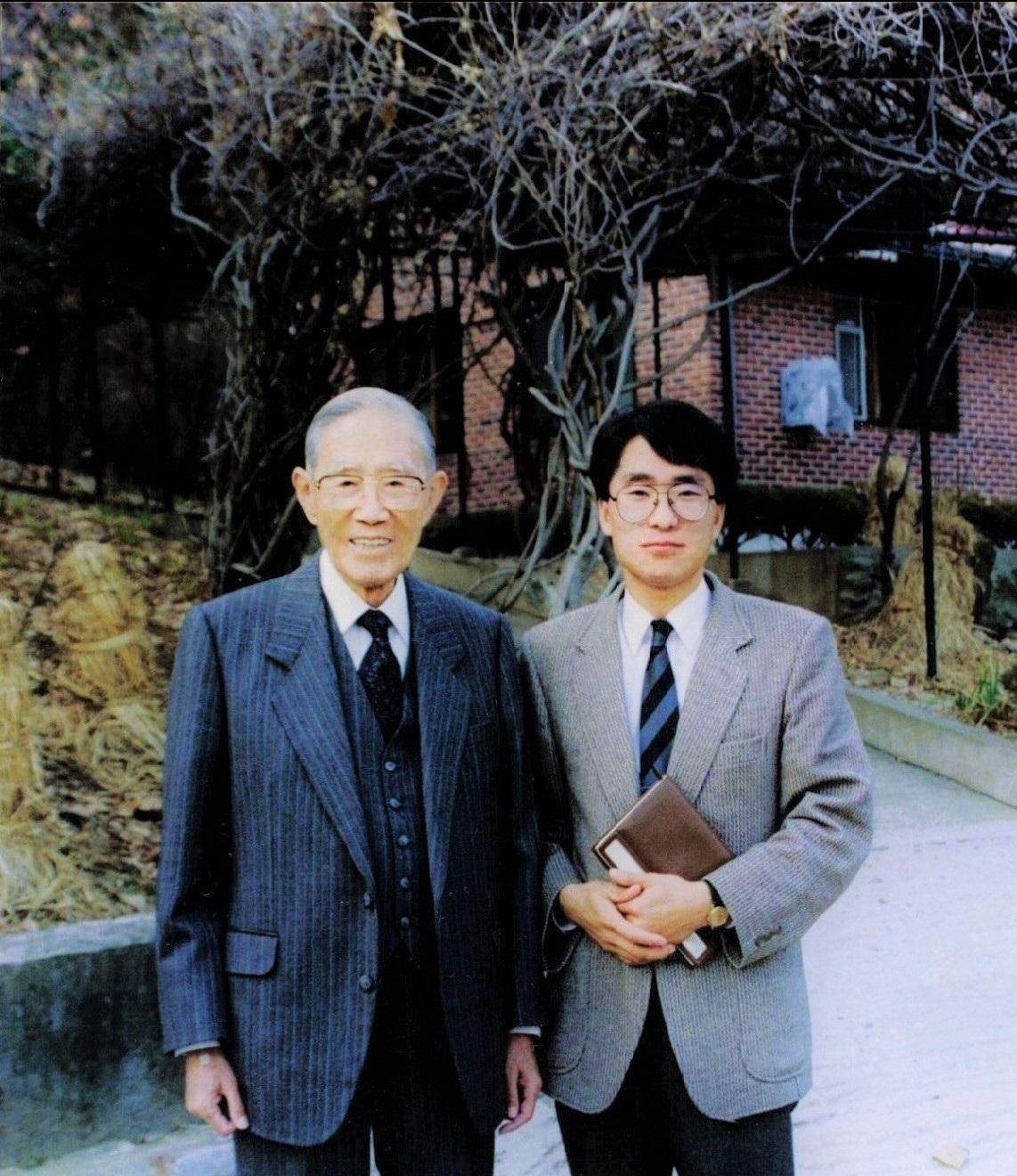
1991년 12월 25일 성탄절 특집인터뷰-한경직 목사 우거처(생애 마지막 인터뷰)/한경직 목사(왼쪽), 하승무 기자/남한산성

1992년 4월 29일 "노벨 종교상"으로 일컬어지는 템플턴상을 수상하였다. 1992년 6월 18일 열린 시상식 감사예배에서 "일제 때 신사참배를 했는데 그 죄를 제대로 참회하지 않았다"면서 "일생의 짐이었는데 우상숭배의 죄를 이제야 참회한다”며 눈물을 흘렸다.
1997년 (사)한국군복음화운동 명예회장을 역임하고, 1998년 대한민국 건국공로훈장을 수훈받았다.

### 사망
목회자 은퇴 후 25년간 남한산성 우거처에서 거주하다 노환으로 영락교회와 영락여자신학원 내 사택으로 옮겨 집에서 치료를 받다가 2000년 4월 19일  98세로 사망하여 4월 24일 대한예수교장로회(통합) 총회장(葬)으로 장례식이 거행되어 영락공원묘지에 안장되었다. 한경직 목사가 남긴 재산은 "말년에 타고 다녔던 휠체어와 지팡이, 겨울 털모자, 입던 옷가지, 생필품이 전부였다"고 유족이 밝혔다.
한경직 목사는 생전에 자서전 출간에 대한 여러 청탁을 받았으나, 책을 쓸 만한 존재가 아니라고 생각하여 여러 번 거절하다가 자신의 삶을 돌아보면서 "'하나님 앞에 감사하다'는 말은 꼭 해야겠다"고 결심하고, 외손녀 부부 앞에서 1975년에 구술하여 노트를 작성한데 이어 1981년 구술 녹음 자료를 만들었으며 이를 바탕으로 정리한 하나님과 사람에 대한 ‘감사의 고백’을 담은 자서전 '나의 감사'를 2010년에 출판하고 2019년 11월 1일에 영문판  ‘My Gratitude'을 출판했다.

## 논란 관련 사태 및 사건과 파문

### 신사참배 고백
"저는 하나님 앞에서, 여러분 앞에서 죄인이며 신사참배도 한 사람입니다"
1992년 당시 영락교회 원로 목사이던 한경직 목사는 종교계의 노벨상이라 불리는 템플턴상 수상 축하자리에서 이처럼 충격적인 고백을 했다. 한 목사의 친일 고백은 교계뿐 아니라 사회 전체에 충격을 주면서 커다란 파장을 일으켰지만 한국교회는 침묵으로 일관했다.

### 북한 점령 소련군 만행 폭로
그와 윤하영 목사가 작성한 광복 직후인 1945년 9월 26일 소련군이 점령한 평안북도 일대의 정황을 미국에 알리고 도움을 요청한 영문(英文) 비밀청원서가 2017년 8월 발견됐다. 당시 미군정 정치고문이었던 베닝호프(Merrell H. Benninghoff)에게 신의주 지역에서 소련군이 벌이는 공산주의 정치활동에 대해 알리고 도움을 요청한 내용이 적혔다. 베닝호프는 이를 미 국무부로 보내며 “38도선 이북을 점령한 소련군의 정치 활동에 관한 최초의 믿을 만한 목격자 증언”이라고 평가했다.
그는 “상상을 넘어선다”며 소련군의 만행을 자세히 기술했다. “신의주에서 소련군은 (은행에서) 120만엔을 탈취했다. 가정집에 침입해 시계부터 여성복까지 귀중품을 약탈하고 부녀자를 강간한 사례는 셀 수조차 없이 많다. 이런 절망적인 상황을 피해 남쪽으로 내려가는 사람은 38선을 넘으면서 소련군에게 약탈과 강간을 당한다”고 폭로했다.

### 서북청년회 조직 관여
지난날 한때 서북청년회 조직의 창립에 관여하였고, 서북청년회는 여성, 유아를 포함한 민간인을 학살하였다.
"그때 공산당이 많아서 지방도 혼란하지 않았갔시오. 그때 ‘서북청년회’라고 우리 영락교회 청년들이 중심되어 조직을 했시오. 그 청년들이 제주도 반란사건을 평정하기도 하고 그랬시오. 그러니까니 우리 영락교회 청년들이 미움도 많이 사게 됐지요.

## 사후
2008년 8월 학술지 ‘한국사 시민강좌’ 하반기호(43호)에서 대한민국 건국 60주년 특집 ‘대한민국을 세운 사람들’ 을 선발, 건국의 기초를 다진 32명을 선정할 때 문화, 종교, 언론 부문의 한사람으로 선정되었다.

## 경력
- 1919년 평양 영성소학교 교사
- 평양 숭인상업학교 성경교사
- 1945년 ~ 1972년 영락교회 목사, 함경북도 신의주장로교회 목사
- 1954년 숭실대학교 학장
- 1955년 대한예수교장로회 총회장
- 1970년 홀트양자회 이사장, 영락교회 재단이사장, 숭실대학교 이사장
- 1971년 장로회신학대학교 이사장
- 1972년 기독교방송 재단이사장
- 1992년 안중근의사 사업추진위원회 고문

## 주요 상훈
- 1970년 국민훈장 무궁화장
- 1985년 프린스턴신학교 ‘모교를 빛낸 영예의 동문상’ 수상
- 1992년 템플턴상
- 1998년 건국공로훈장

## 가족 관계
- 아버지 : 한도풍(韓道豊)
- 어머니 : 청주 이씨 부인(淸州 李氏 夫人)
- 부인 : 김찬빈(金燦嬪), 김병삼(金炳三)의 딸.
  - 딸 : 권사 한순희(1918년~ ) 여사
  - 아들 : 목사 한혜원(1938~2021년) 선생

## 저서
- 《건국과 기독교》, 1956년, 기문사.
- 《신자의 사회적 사명》, 1959년, 기문사.
- 《창조적 생활의 비결》, 1962년, 기문사.
- 《팔복》, 1966년, 기문사.
- 《민주국가의 정신적 기초》, 1968년, 크리스천출판사.
- 《내일을 사는 인생》, 1978년, 신우사
- 《주님의 손》, 1984년, 서음출판사.
- 《예수를 바라보자》, 1985년, 기독교문사.
- 《사도 바울에게 배운다》, 1985년, 기독교문사.
- 《한국교회를 말한다》, 1985년, 생명의말씀사.
- 《한경직 주기도문 강해》, 1985년, 예목출판사.
- 《한경직 십계명 강해》, 1985년, 예목출판사.
- 《한경직 사도신경 강해》, 1985년, 예목출판사.
- 《한경직 신앙상담》, 1986년, 예목출판사.
- 《한경직 목사 설교전집》, 1987년, 기독교문사.
- 《한경직 설교자료》, 1987년, 예목출판사.
- 《열매맺는 신앙생활》, 1987년, 예목출판사.
- 《한경직 신상보훈 강해》, 1988년, 예목출판사.
- 《영원한 만남의 기도》, 1988년, 삼일서적.
- 《영혼의 샘》, 1989년, 국민일보.
- 《주의 말씀 나의명상》, 1991년, 순출판사.
- 《한경직 컬럼》, 1991년, 예목출판사.
- 《나의 인생 길의 아름다운 명상》, 1992년, 반석문화사.
- 《병상에서의 묵상》, 1995년, 영락교회선교부.
- 《장로 시무 핸드북》, 1996년, 엠마오.
- 《기독교란 무엇인가》, 1999년, 한국기독교말씀사.
- 《신랑 신부에게(베스트주례콜렉션)》, 1998년, 기가연.
- 《하나님의 영으로(메시지북)》, 2001년, 홍성사.
- 《목사님들 예수 잘 믿으세요》, 2002년, 샘터사.
- 《나의 감사(한경직 구술 자서전)》, 2010년, 두란노.
- 《한경직 목사의 시사 설교 모음집》, 2010년, 두란노.
- 《한경직 목사의 절기 설교 모음집》, 2010년, 두란노.

## 관련 서적
- 《한경직 강해 상,하》, 1989년, 이용빈 저, 예목출판사.
- 《한경직의 생애와 사상》, 1993년, 한숭홍 저, 장로회신학대학교출판부.
- 《사랑과 섬김의 성자 한경직》, 1998년, 한중식 저, 숭실대학교출판부.
- 《아름다운 사람 한경직》, 2000년, 한경직목사기념사업회 저, 규장문화사.
- 《추양 한경직》, 2001년, 김응호 저, 목양사.
- 《평생에 듣던 말씀(한경직 목사 설교집)》, 2002년, 한경직목사탄신100주년기념사업 저, 선미디어.
- 《한경직 평전》, 2003년, 조성기 저, 김영사.
- 《한경직 목사의 신앙유산》, 2007년, 숭실대학교출판부.
- 《한경직》, 2007년, 박은희 저, 모퉁이돌.
- 《한경직(예수를 닮은 인간, 그리스도를 보여준 교부)》, 2007년, 한숭홍 저, 북코리아.
- 《사랑이 꽃피는 큰 나무 한경직(청빈과 겸손의 참 목자 이야기)》, 2007년, 강정훈 저, 문예춘추사.
- 《세계가 놀란 사랑 한경직》, 2010년, 강현희글, 지민규 그림, 두란노.
- 《아름다운 빈손 한경직》, 2010년, 김수진 저, 홍성사.
- 《한경직의 기독교적 건국론》, 2011년, 이혜정 저, 대한기독교서회.

## 한경직 목사에 대한 영상물
- 참사랑의 목자 한경직, 1994년 방영, 오형천 연출.
- 한경직 목사의 아름다운 빈손, 2011년 방영, KBS 1TV.

## 같이 보기
- 영락교회
- 월드비전
- 숭실대학교
- 영락고등학교
- 영락의료과학고등학교
- 김재준

## 참고 및 기타자료
- 조성기 (2003년 3월 10일). 《한경직 평전》. 서울: 김영사.

- 성탄특집 한경직목사 특별인터뷰, "성탄은 우리 모두에게 생명의 소식", 교회복음신문, 하승무 기자, 1991.12.23

| 전임 이원영 | 제40대 대한예수교장로회 총회장 1955년 4월 22일 - 4월 27일 | 후임 이대영 |

| 전임 E. M. 모우리 (1938년 자진 폐교 이후 재건) | 제6대 숭실대학 학장 1954년 5월 - 1958년 9월 | 후임 김성락 |

| 전임 김형남 | 제5대 숭실대학교 이사장 1967년 2월 - 1970년 9월 | 후임 타요한 |